# Lamitzmühle (Schwarzenbach an der Saale)
Lamitzmühle ist ein Gemeindeteil der Stadt Schwarzenbach an der Saale im Landkreis Hof (Oberfranken, Bayern).

## Geschichte
Der Weiler Lamitzmühle trägt seinen Namen von der gleichnamigen Mühle an der Lamitz, deren Geschichte bis ins 16. Jahrhundert zurückreicht. Nach Ernst lebte dort 1868 eine Familie mit fünf Personen. Der Ort ist heute ein Gewerbegebiet und geprägt von dem Textilunternehmen Sandler AG. Der Unternehmensgründer erwarb die Mühle 1899 und die Firma expandierte mit neuen Werkhallen.

## Geographie
Der Gemeindeteil liegt, durch die Bahnstrecke Bamberg–Hof getrennt, im Osten der Stadt und ist an die als nördliche Grenze verlaufende Bundesstraße 289 angebunden.